# Valeriy Shevchuk
Valeriy Shevchuk (20 de agosto de 1939, Jitomir, Ucrânia) é um escritor ucraniano.